# Dark Matter Dimensions
Dark Matter Dimensions – czwarty album szwedzkiego zespołu wykonującego melodic death metal, Scar Symmetry, wydany w 2009 roku. Jest to zarazem pierwszy album z nowymi wokalistami: Roberthem Karlssonem i Larsem Palmqvistem, którzy zastąpili Christiana Älvestama.

## Lista utworów[2]
1. "The Iconoclast" – 5:07
2. "The Consciousness Eaters" – 4:42
3. "Noumenon and Phenomenon" – 4:13
4. "Ascension Chamber" – 3:48
5. "Mechanical Soul Cybernetics" – 3:27
6. "Non-Human Era" – 4:45
7. "Dark Matter Dimensions" – 4:12
8. "Sculptor Void" – 5:23
9. "A Parenthesis in Eternity" – 4:43
10. "Frequencyshifter" – 3:15
11. "Radiant Strain" – 4:15
12. "Pariah" – 5:22 (limited-edition digipak bonus track)

## Twórcy
- Roberth Karlsson – śpiew
- Lars Palmqvist – śpiew
- Jonas Kjellgren – gitara
- Per Nilsson – gitara
- Kenneth Seil – gitara basowa
- Henrik Ohlsson – perkusja